# South Australian Open 1973
Il South Australian Open 1973 è stato un torneo di tennis giocato sull'erba. È stata la 4ª edizione del torneo, che fa parte del Tornei di tennis maschili indipendenti nel 1973 e dei Tornei di tennis femminili indipendenti nel 1973. Si è giocato ad Adelaide in Australia dal 19 al 25 novembre 1974.

## Campioni

### Singolare maschile
Jiří Hřebec ha battuto in finale  Bob Giltinan con il punteggio di 6–4 2–6 6–4 6–2

### Doppio maschile
Bob Giltinan /  Syd Ball hanno battuto in finale  Milan Holeveck /  Ross Case 3 set a 0

### Singolare femminile
Janet Young ha battuto in finale  Dianne Fromholtz Balestrat con il punteggio di 7–5 6–1

### Doppio
Janet Young /  Janet Fallis hanno battuto in finale  Jenny Dimond-Gardiner /  Dianne Fromholtz Balestrat con il punteggio di 7–6 6–3